# Véralvadás

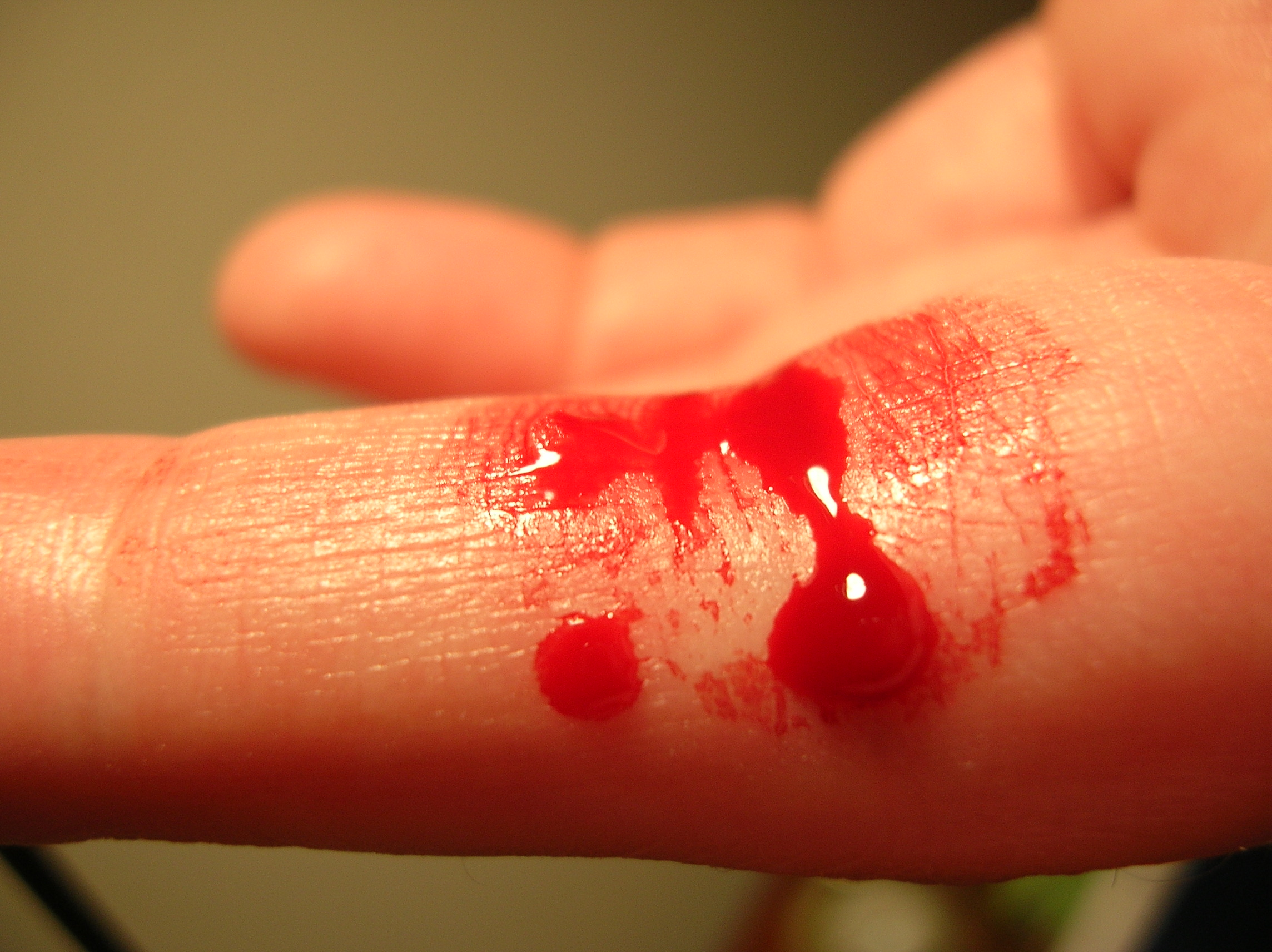
Vérző seb az ujjon

A véralvadás az a fizikokémiai hatásokra beinduló folyamat, melynek eredményeképpen a folyékony vér szilárd halmazállapotúvá válik. Létrejöhet a biológiai szervezeten belül, vagy azon kívül. Élettani szerepe, hogy ér sérülése esetén a szervezet védekező mechanizmusaként a vérvesztést megakadályozza. Egyúttal megteremti a sebgyógyulás alapfeltételét. Normális esetben a sérülés helyére kell korlátozódnia, és nem válthatják ki más események, például gyulladás vagy fertőzés.
A véralvadás két, egymással kölcsönható részfolyamatra bontható. Az elsődleges sejtes szakaszban a sérült érszakasz falának sejtjei és a vérlemezkék (trombociták), illetve a véredényen kívüli szövetek vesznek részt. A másodlagos, plazmatikus szakasz a laza sejtes lezárást fibrinszálakkal erősíti meg. Ezt tizenkettő faktor együttműködése hozza létre. Az utolsó faktor sorszáma azért XIII, mivel történeti okokból a VI-os számot nem használják, lásd később.
A véralvadást követő sebgyógyulást a vérlemezkék és az érfal sejtjei által kiválasztott növekedési faktorok indítják be. A seb gyógyulását követően a fibrint a vérplazma fibrinolitikus rendszere oldja fel.
A cikk az ember szervezetében lejátszódó véralvadási folyamatot írja le, de a legtöbb emlős véralvadási rendszere hasonló.
A kreacionisták a véralvadási rendszert egyszerűsíthetetlen összetett rendszernek tekintik, amely nem működik, ha csak egyetlen darabja is hiányzik. Ez szerintük megcáfolja az evolúciót, ami azt jelenti, hogy az életet egy felsőbb lény hozta létre.

## Folyamata
Az érfal simaizomzata összehúzódik (érspazmus), ez azonban csak apróbb sérülések, horzsolások esetén zárja el a vér útját. Ezzel egy időben megindul a vérlemezkék kitapadása a sérült érfalra, amely vérrög (trombus) képződését eredményezi. Ha ez sem állítja el a vérzést, akkor egy belső és/vagy egy külső tényező hatására megindul a véralvadás. Belső tényező lehet az érfal sérülése (a szabaddá váló kollagénrostokhoz kapcsolódnak a vérlemezkék), külső tényező pedig a sérült szövetekből felszabaduló enzimek. Ezeknek a tényezőknek, valamint a vérlemezkék szétesésekor azokból felszabaduló enzimek hatására kialakul az aktiváló komplex. Az aktiváló komplex kalciumion jelenlétében aktiválja a vérplazma inaktív protrombinját, amely trombinná alakul. Ez az aktív enzim katalizálja a véralvadás alapreakcióját, a fibrinogén fibrinné alakulását. A vízben oldható fibrinogén polimerizációjával vízben oldhatatlan fibrin alakul ki. E molekulák kezdetben egy laza hálót képeznek, majd egyre tömörebb, szoros kötésű rendszerré alakulnak. Eközben a hálóba egyre több sejtes elem épül be, s ezek eredményeként alakul ki a vérlepény, mely elzárhatja a sérült részt, majd a sejtek megfelelő időn belül regenerálódva helyreállítják a szöveteket. Az artériás vér gyorsabban alvad, mint a vénás; ennek oka a gáztartalom megváltozása: az oxigén gyorsítja, a szén-dioxid lassítja az alvadást.

### Vérrögképződés

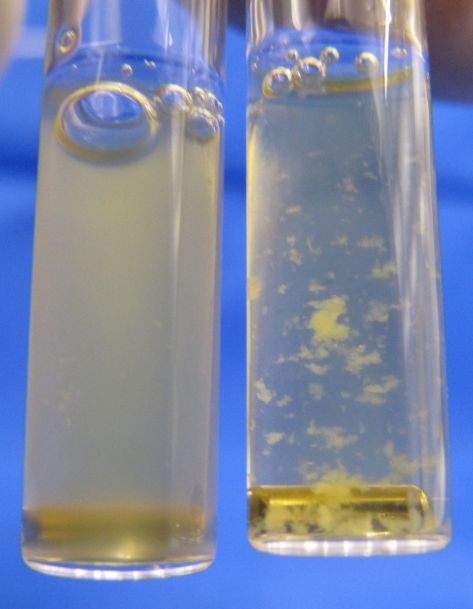
A vérlemezkéket tartalmazó vérplazma zavaros folyadék. A vérlemezkék ADP hatására aktiválódnak, és fehér pelyhek képződnek (jobbra)

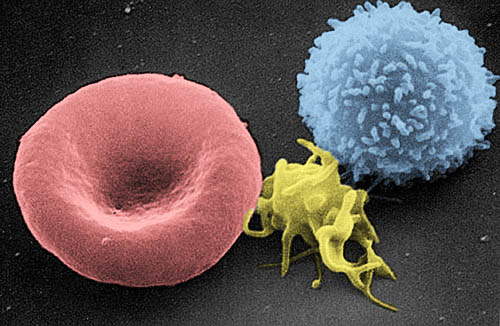
Balról jobbra: vörösvérsejt, aktiválódott vérlemezke, fehérvérsejt

A vérlemezkék: sejtmag nélküli sejtek, melyek a vöröscsontvelő óriássejtjeinek (megakaryocita) citoplazmájából való leválással alakulnak ki. Nagyságuk kb. 2-4 mikrométer. Számuk egy µl vérben kb: 150-300 ezer. Rendkívüli a kicsapódási képességük, amellyel megtapadnak az ér sérült részénél, és belőlük a véralvadást segítő anyagok szabadulnak fel. Sejtmembránjuk sok glikoproteint és receptort tartalmaz, ez segíti kicsapódásukat.
A véredény falának belső sejtrétegét, az endothéliumot sejtburok fedi. A vérlemezkék receptorai érzéketlenek az endothélium sejtburkának anyagaira; ez az egyik oka annak, hogy nem tapadnak az érfalra, és nem dugítják el az ereket. Más anyagok is védik az ereket, például a prosztaciklin, a nitrogén-monoxid (NO) és a heparin. Ez utóbbit terápiás célokra is használják. A NO értágító, a heparin pedig véralvadásgátló, tehát nem az ereket védik, hanem a fölösleges terheléstől mentesítenek, komplex szabályozás segítségével.

### A vérlemezkék összetapadása és aktiválódása
Ha egy véredény sérül, akkor a vér érintkezésbe kerül a környező kötőszövetekkel, így a bennük levő kollagénrostokkal is. A kollagén szerkezeti fehérje, amelynek valamelyik típusa lényegében mindenütt megtalálható a sejtközötti állományban. A vérlemezkék először ezekhez tapadnak hozzá, vékony réteggel vonva be a sérülés felületét. Az adhéziót a monociták és az érfal sejtjei által elválasztott von Willebrand-faktor (vWF) segíti. Ez a fibronektinnel és a lamininnal együtt összekapcsolja a kollagénrostot és a vérlemezke receptorát. Hibás működése Willebrand–Jürgens-szindrómát okoz.
A tapadás aktiválja a vérlemezkéket: egy összetett keveréket szabadítanak fel, amely többek között kalciumionokat, ADP-t, szerotonint, thromboxan A2-t tartalmaz. Ennek hatására újabb vérlemezkék gyűlnek a sérülés helyére (kemotaxis). A vérlemezkék által kibocsátott anyagok között vannak véralvadási faktorok (V-ös, VIII-as faktor), a tapadást segítő anyagok (vWF, fibronektin, thrombospondin) és növekedési faktorok. Különböző anyagcsereutak hatására még több thromboxan A2 és PAF (Platelet Activating Factor, vérlemezke aktiváló faktor) szabadul fel. Ezek közül egyesek beindítják a tulajdonképpeni véralvadást.
A vérlemezkéknek még az alakjuk is megváltozik: az inaktív állapot lencse formájával szemben gömb alakot vesznek fel, és állábaikkal összekapaszkodnak. Felszínük a többszörösére nő, tapadóssá válnak. A sejtes szakasz normál esetben egy-négy percig tart; ez a vérzési idő. Az így keletkezett vérrög nem stabil, könnyen lejön; a stabilabb vérlepény létrejöttéhez a tulajdonképpeni véralvadásra is szükség van.

### A tulajdonképpeni véralvadás
A tulajdonképpeni véralvadás hatására stabil fibrinháló jön létre, amelybe a vérlemezkék mellett vörösvértestek is beletapadnak, így keletkezik a vérrög.
Az aktív vérlemezkék membránja receptorkomplexet (glikoprotein IIb/IIIa) tartalmaz, ezzel kapcsolódnak a vérlemezkék által kibocsátott anyagokhoz és a vérplazma fibrinogénjéhez. A kibocsátott anyagok további kibocsátásra késztetik a vérlemezkéket, így végül azok visszafordíthatatlanul összetapadnak.
A tulajdonképpeni véralvadás feladata a fibrin létrehozása. Az ehhez szükséges tényezők a véralvadási faktorok. Ezek alkotják a véralvadási kaszkádot, amelyben egyes összetevők kémiai reakciókkal aktiválják az utánuk következő összetevőket. Bármely szükséges összetevő hiányában, elégtelen mennyisége vagy működése következtében a vérzési idő több órásra nyúlik. Ez a betegség a vérzékenység, aminek több oka is lehet.

### A kaszkád működése

A véralvadási kaszkád

Ha a vérlemezkék negatív töltésű felszínnel, például üveggel érintkeznek, akkor aktiválódik a XI-es és a XII-es faktor (belső, vagy intrinzik rendszer), amelyek beindítják a véralvadási kaszkádot, és aktiválják a X-es faktort.
Az egészséges szervezetben a folyamat a vér és a sérült érfal alatti szövetek érintkezésére is beindul (külső, vagy extrinzik rendszer). A szöveti faktor (Tissue factor, TF vagy III-as faktor) egy membránfehérje, amelyet az endothélium sejtjei csak az aktiválódás után bocsátanak ki. Komplexet képez a VII-es faktorral, ami aktiválja, ezáltal némi trombin képződik. Ezt a reakciót azonban a TFPI (Tissue Factor Pathway Inhibitor – szöveti faktor útvonal gátló) lelassítja. Ha elég trombin képződött, akkor működésbe lép a VIII-as és a IX-es faktor komplexe, ami szintén aktiválja a X-es faktort.
Az aktív X-es faktor elhasítja a II-es faktort (protrombin), ezzel aktiválja (IIa, trombin). Helyszíne a vérlemezkék membránja, és csak kalcium jelenlétében játszódik le (IV-es faktor). Visszahat a VIII-as és a IX-es faktorok komplexére, aminek hatására még több X-es faktor aktiválódik, és ezzel tovább gyorsítja a folyamatot. Az aktív trombin létrejöttével lezárul az aktiválódási fázis.
Az aktív trombin alegységekre hasogatja a fibrinogént (I-es faktor), amelyek másodlagos kötésekkel fibrint hoznak létre. A monomerek közötti kovalens kötéseket a XIII-as faktor hozza létre, ezzel stabilizálja a fibrint. A fibrin behálózza a vérrögöt, ezzel – sebzések esetén – megerősíti a seb lezárását. A hálóba vörös vértestek is beakadnak.
A trombin emellett összehúzódásra készteti a vérlemezkék aktin-miozin vázát, ezzel összehúzza a seb széleit, és mechanikusan lezárja a sebet. Ez az összehúzódás és a PDGF (platelet-derived growth factor) az alvadékhoz vonzza a kötőszöveti sejteket, ezzel megkezdődik a seb gyógyulása.

### Sebgyógyulás
A véralvadást a sebgyógyulás követi. Kötőszövetet képző sejtek hálózzák be az alvadékot, és kötőszövetet építenek a seb helyén. A sérült sejtek elhalnak, alkotóelemeiket lebontják.
A vérrög lebontásáért főként a plazmin nevű fehérje a felelős, ami szintén bonyolult folyamatok révén jön létre inaktív előanyagából, a plazminogénből.
Az érrendszerben hibásan képződött vérrögök fibrinolízissel bomlanak le. Az egészséges szervezetben a véralvadás és a fibrinolízis között egyensúly áll fenn. Ha ez az egyensúly megbomlik, akkor spontán vérzés, vagy vérrögképződés indul be.

## A véralvadási tényezők
A legtöbb véralvadási tényező fehérje. Sokszor nevük helyett római számmal jelzik őket. A szám melletti kis a az aktív formát jelöli. Történeti okokból a VI-os szám kimarad; korábban az Va-t jelölték így.
| Szám | Név                                                      | Szerep |
| ---- | -------------------------------------------------------- | --- |
| I    | Fibrinogén                                               | Fibrinhálót képez.                                                                                               |
| II   | Protrombin                                               | Aktív formája, a trombin (IIa) aktiválja az I, V, VII és a XIII számú faktort.                                   |
| III  | Szöveti faktor, Tissue factor (TF)                       | A subendotheliás szövetben fordul elő, a VIIa kofaktora.                                                         |
| IV   | Kalcium                                                  | Sok faktor igényli a Ca2+-ionokat ahhoz, hogy a plazmamembrán negatív töltésű foszfolipidjeihez kapcsolódhasson. |
| V    | Proaccelerin                                             | A X kofaktora, amivel komplexet képez.                                                                           |
| VI   | –                                                        | (régebbean az V.a -t nevezték meg VI-osként)                                                                     |
| VII  | Proconvertin                                             | Aktiválja IX-es és X-es faktort, a TF-fel való kapcsolódása hozza működésbe.                                     |
| VIII | Antihemofíliás globulin A                                | A IX-es faktor kofaktora, amivel komplexet képez.                                                                |
| IX   | Christmas-faktor, Antihemofíliás globulin B              | Aktiválja a X-es faktort, komplexet képez a VIII-as faktorral.                                                   |
| X    | Stuart–Prower-faktor                                     | Aktiválja a prothrombint, komplexet képez a VII-tel.                                                             |
| XI   | Rosenthal-faktor, Plasma Thromboplasmin Antecedens (PTA) | Aktiválja a XII-es és a IX-es faktort.                                                                           |
| XII  | Hageman-faktor                                           | Aktiválja a fibrinolízist.                                                                                       |
| XIII | Fibrinstabilizáló faktor (Laki–Lóránd-faktor)            | Keresztkötésekkel stabilizálja a fibrint.                                                                        |

A vérplazma alvadásgátlókat is tartalmaz, hogy megakadályozza, hogy a vér sérülés hiányában is megalvadjon, és ezzel életveszélyes vérrögök jöjjenek létre. A fibrin képződését a proteázinhibitorok gátolják. Az antitrombin több alvadási faktort is gátol, amiben kofaktora, a heparin segíti. A trombomodulin a trombinhoz kapcsolódva aktiválja a C proteint, ami az S proteinhez kötődve inaktiválja az Va és a VIIIa faktorokat.

## Kutatása
Az első elméletek a véralvadást még a fekete epével hozták kapcsolatba. A fiziológiai mechanizmusokat a 17. században kezdték vizsgálni. Alexander Schmidt (1831–1894) 1876-ban állt elő a véralvadásról szóló elméletével, ami egymással kölcsönható fehérjékről szólt. A kalcium szerepét is ismerte. Sokáig nem volt tisztázott, hogy pontosan milyen anyagok kellenek hozzá, és hogy melyik szakasza fontosabb.
Paul Morawitz 1904-ben már majdnem ugyanolyannak írta le a rendszert, mint amilyennek ma ismerjük. Ő írta le ezeket az átalakulásokat is:
{\displaystyle \mathrm {Prothrombin\ {\xrightarrow {+Thrombokinase\ +Calcium}}\ Thrombin} }
{\displaystyle \mathrm {Fibrinogen\ {\xrightarrow {+Thrombin}}\ Fibrin} }
A legtöbb molekuláris folyamatot a 20. században kutatták ki. Paul Owren (1905–1990) felfedezte a proaccelerin szerepét, és V-ös számmal jelölte. A teljes aminosavsorrendet 1987-ben Jenny és munkatársai hozták nyilvánosságra. Owren már sejtette, hogy ez a tényező accelerint hoz létre, amit VI-os számmal jelölt. Később kiderült, hogy az V-ös faktor ennek az inaktív előanyaga, ezért jelölik a VI-os faktort Va-val.
A XIII-as faktor felfedezése Laki Kálmán és Lóránd László nevéhez fűződik (Laki–Lóránd-faktor).
Sok szükséges tényezőt az 1950-es években fedeztek fel, és neveztek el azokról a betegekről, akikből hiányzott. A IX-es faktort például 1952-ben fedezték fel a B típusú hemofíliában szenvedő fiatal Stephen Christmas, így ezt a tényezőt Christmas-faktornak hívják. Csak újabban ismerték fel, hogy a belső útnak igazából nincs is fiziológiai szerepe.

## Betegségei
A véralvadás és a fibrinolízis egyensúlya két irányba tolódhat el. A véralvadás túlzott megerősödése a trombofília, ami vérrögök képződésével jár. Ezek a vérrögök a vérkeringéssel eljuthatnak a test más részeibe, majd megakadhatnak, ezzel elzárva az ereket, az adott szerv károsodását, embóliáját okozva. A másik irányba eltolódva a vér nem alvad meg rendesen, a vérzési idő órákra nő. Ez a vérzékenység, ami a sérülések hosszas vérzése mellett belső vérzéseket is okoz, ami bénulással és erős fájdalmakkal jár. Létezik még a kettő kombinációja is, a disszeminált intravazális koagulopátia (DIC), amikor is egyes hírvivő anyagok, mint hisztamin, szerotonin és adrenalin hatására gyorsan megalvad a vér, ezzel elhasználja a véralvadási faktorokat, és vérzékenységet eredményez a kialakult vérrögök mellett.

### Vérzékenység
A véralvadás folyamata bármely szakaszában zavart szenvedhet, így sok különböző oka lehet a fokozott vérzési hajlandóságnak.
A véralvadás zavarai már az érrendszerben megkezdődhetnek. Az autoszomális dominánsan öröklődő Osler-szindróma a véredény-rendszer egy fejlődési rendellenessége, ami az erek tágulását okozza.
A hosszas vérzés leggyakoribb oka a vérlemezkék funkciózavara vagy csökkent száma. Ezt több tényező is okozhatja, például betegségek, vagy gyógyszerek, de lehetnek örökletes okai is. Ezek közül a leggyakoribb az autoszomálisan öröklődő von Willebrand–Jürgens-szindróma, amelynek vannak domináns és recesszív öröklésmenetű típusai is. A vérrák különböző formáiban fellépő vérzési zavar oka a csontvelő működésének romlása.
A vérzékenység legismertebb formáit egyes véralvadási faktorok csökkent mennyisége vagy funkciózavara okozza. Ilyenek a hemofíliák; a leggyakoribbak a nemhez kötött recesszív A és B típusú hemofíliák, de például a C típusú hemofília autoszomális öröklődésű.
A véralvadási faktorok közül a II-es, a VII-es, a IX-es és a X-es előállításához K-vitamin szükséges, ezért K-vitamin dependens faktoroknak is nevezik őket. Ha nincs K-vitamin, akkor a máj nem tudja ezeket a faktorokat karboxilezni, anélkül pedig nem működnek. Ez különösen a koraszülötteknél okoz életveszélyes agyvérzéseket. A véralvadási faktorok termelése a máj feladata, így ha az súlyosan károsodik, akkor a véralvadási faktorok csökkent mennyisége vérzékenységet okoz.

### Trombofília
A fokozott alvadékonyságnak, akár a fokozott vérzésnek több különféle oka is lehet. Ezek a betegségek megegyeznek abban, hogy vérrögöket képeznek az erekben, ami azok elzáródását okozza. A vérrögök inkább az ütőerekben alakulnak ki, mint a visszerekben.
A leggyakoribb betegségek:
- Leiden-mutáció
- G20210A protrombinmutáció
- antifoszfolipid-szindróma
- a véralvadás inhibitorainak csökkent mennyisége vagy funkciózavara
- a homocisztein megnövekedett mennyisége
- a VIII-as faktor megnövekedett mennyisége

A véralvadás túlzott felfokozódásának (trombofília) egy formáját a heparin nevű alvadásgátló váltja ki. Ekkor a gyógyszer paradox módon aktiválja a vérlemezkéket, amelyek összekapaszkodnak, és beindítják a véralvadási kaszkádot, ezzel testszerte vérrögök keletkeznek. Ez a heparinindukált trombocitopénia.
Vérrögök keletkezhetnek még az érfal sérülése és a véráramlás lelassulása miatt is. Ezért ha a láb egy ideig mozdulatlanságra van kényszerítve, akkor ellenintézkedésekre van szükség, például alvadásgátlót kell bevenni, vagy trombózisharisnyát viselni. Ha egy vérrög elmozdul a keletkezési helyéről, akkor súlyos károsodásokat, tüdőembóliát vagy szívinfarktust okozhat.

## Az alvadás mérése
A laboratóriumi diagnosztikában három értékkel jellemzik a vér alvadási képességét: a Quick-értékkel, a PTT-vel (Partial Thromboplastine Time) és a vérlemezkeszámmal. A vizsgálatokhoz olyan csöveket használnak, amelyek eleve tartalmaznak 0,3 ml 3,8%-os nátrium-citrát oldatot; ehhez öntenek 2,7 ml vért, majd gondosan elkeverik. A vizsgálatok szempontjából fontos az alapos keverés, és az arányok pontos megtartása.
A Quick-érték a külső rendszer működőképességét méri. A minta alvadását először gátolják a kalcium kivonásával, majd fölöslegben kalciumot adva szöveti trombokinázzal beindítják a külső rendszert. Az egészséges vérben 11-16 másodperc múlva jelennek meg az első fibrinszálak 37 Celsius-fokon; ez 50 körüli Quick-értéket jelent. A különböző laboratóriumok közötti összehasonlításra inkább az abból származtatott INR-t (International Normalized Ratio) használják. Hemofília esetén mindkét érték a normális tartományba esik, mivel az nem érinti a külső rendszert.
A PTT (Partial Thromboplastine Time) a Quick-értéket kiegészítve a belső rendszer működőképességét méri. A vér alvadását citráttal gátolják, majd foszfolipidekkel, kalciummal és felületaktív anyagokkal alvadásra késztetik. Az egészséges vér 20-38 másodperc után kezd alvadni. Ezzel kimutatható a hemofília, a von Willebrand–Jürgens-szindróma egyes változatai, a K-vitaminhiányos vérzékenység, a marcumaros és a heparinos kezelés túllövése. A hemofíliás vérnek 30 másodperccel több idő kell az alvadás megindulásához, mint az egészségesnek.
A két érték mellett még figyelembe kell venni a vérlemezkék számát és működőképességét. Ezek közül a szám könnyen meghatározható, a funkcióképesség azonban nehezen mérhető. Az erre szolgáló tesztek vagy pontatlanok, mint az alvadási idő mérése, vagy nem állnak mindig rendelkezésre, mint a trombotelesztrogramm, vagy a Platelet Function Analyzer. Egyes ritkább tesztek a trombinidőt mérik, vagy a fibrinogénnel foglalkoznak. A véralvadási rendszer aktiválódási hajlandósága a fibrinalegységek, a D-dimerek segítségével határozhatók meg. Ezzel felismerhető, hogy a vérvétel időpontjában fennállt-e olyan betegség, ami kapcsolatba hozható a véralvadás plazmatikus szakaszával: képződtek-e vérrögök az érpályában, volt-e tüdőembólia, II-es típusú heparinindukált trombocitopénia, vagy történt-e disszeminált intravazális alvadás. A trombofília mérésére nincsenek külön tesztek, ezért gyanú esetén a különböző okokat vizsgálják.
Műtétek előtt megvizsgálják a beteg vérének alvadékonyságát még akkor is, ha nem szedett alvadásgátlókat. Az alvadékonyságot a Quick-teszttel, a PTT-vel és a vérlemezkeszámmal mérik. Ekképpen azonban csak az alvadási zavarok 13%-a ismerhető fel, és ez hamis biztonságérzetet ad. A három teszt nem foglalkozik a vérlemezkék funkciójával és a von–Willebrand-faktorral, pedig ezek a leggyakoribb vérzési zavarok. Egyes szerzők csak pozitív vérzési anamnézise esetén javallják ezeket a vizsgálatokat, míg mások szerint a vérlemezkeszámot, az aktivált PTT-t, a Quick-értéket és a fibrinogénteszt eredményét egyaránt figyelembe kell venni.

## Klinikai jelentősége
Műtét előtt, alatt és után, vagy ha sokat kell mozdulatlanul feküdniük, megelőző jelleggel vérhígítót adnak a betegeknek, hogy elkerüljék a trombózist és a tüdőembóliát. A vérhígítók adásának leggyakoribb oka egy szívritmuszavar, a pitvarremegés, amely megnöveli a vérrögképződés kockázatát. A második leggyakoribb ok a már megtörtént trombózis, ami többnyire a lábvénákban jön létre. Itt az alvadásgátló a vérrög növekedését és újabb vérrögök képződését hivatott megakadályozni. A főbb alvadásgátlók a heparin, a kumarin, és a fibrinolitikumok.
A véralvadást segítő gyógyszerek fejlesztését kevés siker koronázta. A vérzési zavarokat a megfelelő faktorok pótlásával kezelik, például a K-vitaminhiányt K-vitaminnal, az A típusú hemofíliát VIII-as faktorral, a B típusút IX-es faktorral. A disszeminált intravazális alvadást fagyasztott plazmával kezelik. Heparin túllövésre protamint, kumarin túllövésre K-vitamint adnak. A véralvadást a fibrinolízis gátlása is segíti; az erre szolgáló gyógyszerek az antifibrilolitikumok. Hatóanyaguk tranexamsav, para-aminometil-benzoesav, vagy aminokapronsav.
A levett vért EDTA-val, citráttal, kelátokkal vagy heparinnal gátolják az alvadásban. Ezek lekötik az alvadáshoz szükséges kalciumionokat. A szert aszerint választják meg, hogy milyen vizsgálatokat akarnak a vérrel végezni.